# Грегорі Гаскінс
Gregory Haskins — американський інженер-програміст та архітектор програмного забезпечення, відомий своєю роботою в галузі розподілених систем та розробкою проєкту go-cluster, експериментальної кластерної системи на мові програмування Go.

## Освіта
Gregory Haskins здобув ступінь бакалавра наук з математики та економіки в Мічиганському університеті у 2008 році.

## Кар'єра
Після завершення навчання Haskins розпочав кар'єру як викладач англійської мови в Kids On Campus у 2008 році. У 2010 році приєднався до ICF International як програміст, де займався розробкою програмного забезпечення для екологічного моделювання та аналізу.
THE ORG
+1
SignalHire
+1
У 2011 році працював як контрактний розробник програмного забезпечення в Menlo Innovations, а також керував власною компанією Haskins Design and Development, LLC, надаючи послуги з розробки програмного забезпечення.
THE ORG
+1
SignalHire
+1
З 2013 по 2018 рік обіймав посаду директора з інженерії в регіоні Великих озер у компанії Pillar Technology, де керував командами та організаціями, що розробляли високоякісні програмні рішення з використанням Lean, Agile та традиційних методів.
THE ORG
У 2018 році приєднався до компанії Autonomic, де обіймав посади директора з інженерії в Детройті, директора з інженерії з питань комунікації транспортних засобів, старшого директора з інженерії, а з листопада 2021 року — віцепрезидента з інженерії. 
THE ORG

## go-cluster
Haskins є автором проєкту go-cluster, експериментальної кластерної системи, розробленої на мові програмування Go. Проєкт має на меті дослідити можливості побудови кластерних застосунків із використанням вбудованих можливостей Go, таких як конкурентність, мережеві з'єднання та протоколи сертифікації.

## Особисте життя
Gregory Haskins проживає в Анн-Арборі, штат Мічиган, США. 
SignalHire